# Heliotropium aff. wagneri
Heliotropium aff. wagneri là một thực vật có danh pháp chưa mô tả thuộc họ Boraginaceae. Nó giống Heliotropium wagneri, nhưng khác ở chỗ quả vỡ thành bốn hạch và hoa luôn có màu vàng, không phải trắng.
Là loài đặc hữu của Samhah ở Yemen, môi trường sống tự nhiên của chúng là đồng cỏ khô nhiệt đới hoặc cận nhiệt đới vùng đất thấp và vùng bờ biển nhiều đá.